# نادي سيراين
نادي سيراين هو نادي كرة قدم بلجيكي من مدينة سيراين يلعب حالياً في الدوري البلجيكي الممتاز،تأسس النادي في عام 1900.